# Gyirót
Gyirót (németül Kroatisch Geresdorf, horvátul Geristoff) Füles településrésze, egykor önálló község  Ausztriában, Burgenland tartományban, a Felsőpulyai járásban.

## Fekvése
Felsőpulyától 10 km-re keletre a magyar határ közelében fekszik.

## Története
A települést 1166-ban „Terra ville udvarnicorum nomine Gerolth” alakban mint egy Gerolt nevű udvarnok faluját említik először, neve a német Gerolt (magyarul:Gellért) személynévből származik. 1206-ban „Gerolt”, 1335-ben „Gherolt”, 1351-ben „Gyrolth” néven szerepel a korabeli forrásokban.
Kezdetben a locsmándi grófság tartozéka volt, melynek urai Gősfalvi Gottfried és Albrecht lovagok voltak. 1329-ben a borsmonostori  kolostor birtoka lett, majd a lánzséri váruradalomhoz tartozott. 1529-ben és 1532-ben elpusztította a török. A lakosság pótlására délről menekült horvátokkal telepítették be. Horvát többségét a falu később is megőrizte. A 17. század óta az Esterházy család birtoka.
Vályi András szerint „GYIRÓT. Gerisdorf. Horvát falu Sopron Vármegyében, földes Ura Hertz- Eszterházy Uraság, lakosai katolikusok, fekszik Sopronhoz két, és 7/8 mértföldnyire, határja néhol középszerű, néhol motsáros, bora sovány, réttye, legelője jó, erdeje elég, második Osztálybéli.”
Fényes Elek szerint „Gyirót, németül Gerisdorf, horvát falu, Sopron vmegyében, Sopronhoz délre 3 mfld.: 560 kath. lak., s paroch. egyházzal. Van 750 h. igen sovány szántóföldje, 47 h. rétje, 273 kapa szőleje, és 800 h. erdeje, melly fenyő, kevés tölgy- és cserfákkal keverve. Birja h. Eszterházy.”
1910-ben 847, többségben horvát (773 fő) lakosa volt, jelentős magyar (70 fő) kisebbséggel. A trianoni békeszerződésig Sopron vármegye Felsőpulyai járásához tartozott. 1921-ben Ausztria Burgenland tartományának része lett.